# Willy Winkler

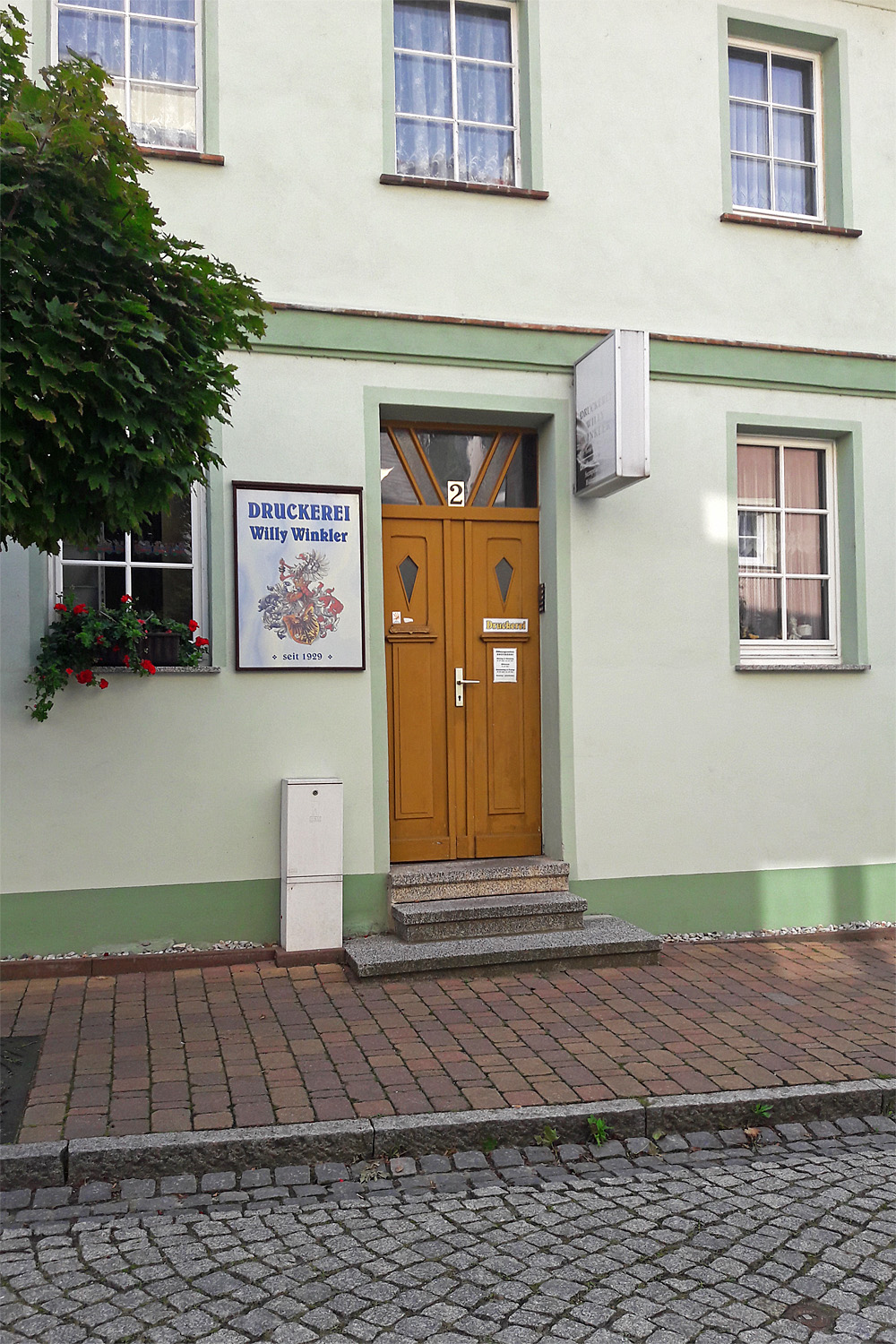
Eingang der Druckerei Willy Winkler

Willy Winkler (* 30. November 1904 in Düben; † 21. Juni 1986 in Bad Düben) war ein Buchdruckermeister, Heimatforscher und als späterer Museumsleiter maßgeblich an der Gründung des „Landschaftsmuseums der Dübener Heide“ auf der Burg Düben beteiligt.

## Leben
Am 30. November 1904 wurde Willy Winkler in der Leipziger Straße der Stadt Düben, dem heutigen Bad Düben, geboren. Er besuchte die Stadtschule neben der Dübener Stadtkirche und begann 1919 in der Druckerei Jacob eine Lehre zum Buchdrucker. Später belegte er Kurse in Schreibmaschine, Steno, Fremdsprachen und Rhetorik. Nach den damals üblichen Wanderjahren erwarb Willy Winkler 1929 den Titel des Buchdruckermeisters und kaufte ebenfalls im Jahr 1929 die seit 1903 bestehende Druckerei von Paul Streubel, samt dem dazu gehörigen Schreibwarengeschäft in der Bad Dübener Kirchstraße 2. Beide Betriebe führte Willy Winkler bis zu seinem 77. Lebensjahr und übergab im Jahr 1981 die Druckerei an seine damals 38-jährige Tochter Anne-Gret Hofmann und das Schreibwarengeschäft an seine andere Tochter. Beides befindet sich heute noch im Besitz der Familie, die Druckerei wird noch immer von seiner Tochter Anne-Gret Hofmann, seiner Enkelin Gudrun Boeckenhauer und deren Ehemann Wilmten Boeckenhauer geführt und ist heute die kleinste Druckerei in Nordsachsen. Er setzte sich für die Errichtung eines Landschaftsmuseums in der Burg Düben ein, erreichte dieses Ziel mit der Fertigstellung 1953 und wurde dessen Museumsleiter. Am 21. Juni 1986 verstarb Willy Winkler in seiner Heimatstadt Bad Düben.

## Wirken als Heimatforscher
Seit der Gründung des Vereins „Dübener Heide“ arbeitete er aktiv im Verein, war später auch dessen Geschäftsführer. Als Wanderleiter war er maßgeblich an der ersten Markierung von Wanderwegen in der Dübener Heide beteiligt. Ebenfalls war er bei der Erneuerung des Gustav-Adolf-Steins am Friedhof, an der Ausstellung über die Befreiungskriege im Jahr 1813 und seit 1937 bei der Errichtung des Blüchersteins (zum Gedenken an das Jahr 1813) beteiligt. Im Jahr 1956 wurde der Blücherstein anlässlich des Park- und Heimatfestes eingeweiht.
Zusammen mit seinem Freund, dem Stadtkapellmeister und Musiklehrer Otto Goitzsch, und anderen gründete er nach dem Kriegsende 1945 die Ortsgruppe des Kulturbundes. Seinen Traum von einem Museum für Bad Düben erreichte er nach Verhandlungen mit der Landesregierung von Sachsen-Anhalt. Am 1. August 1951 wurde die Burg Düben zum Ausbau als Landschaftsmuseum übergeben. Am 30. März 1952 wurde der Burgturm als „Lug ins Land“ für die Öffentlichkeit zugänglich gemacht und 2.658 Personen erklommen den Burgturm in den ersten sieben Wochen. Viele Ausstellungen mussten aber noch in der Bibliothek in der Innenstadt gezeigt werden. Obwohl die Räumlichkeiten dort sehr beengt waren, kamen 2.318 Besucher innerhalb von 12 Tagen, um sich die Ausstellung Die Braunkohle in der Heimat anzuschauen. Auch die zweite Ausstellung unter dem Titel 400 Jahre Alaunwerk schauten sich fast 2.700 Besucher an. Unter der Leitung von Willy Winkler beteiligten sich viele Bad Dübener, Bürger aus den Nachbarorten und die Kameraden der Freiwilligen Feuerwehr daran, den verwilderten Burggraben herzurichten und eine Freilichtbühne an der Burg Düben zu erschaffen. Am zweiten Pfingstfeiertag 1952 fand das erste Konzert von Chören und Instrumentalgruppen aus Bad Düben und Wellaune statt. Im Herbst 1952 wurde im Burghof die erste Aufführung des von Willy Winkler geschriebenen Stückes Eines Menschen Recht, angelehnt an die Novelle von Heinrich von Kleist zu den Vorgängen der Kohlhaseschen Händel von 1532 bis 1540, von der seit 1920 bestehenden Theatergruppe „Heimatbühne Bad Düben“ aufgeführt.
Für den Aufbau des Museums ging Willy Winkler oft durch die Stadt und sammelte Baumaterialien für den Ausbau des Museums. Ihm schlossen sich Mitstreiter an, welche später „Burgherren“ genannt wurden. Im Jahr 1953 war das „Landschaftsmuseum der Dübener Heide“ fertig und Willy Winkler wurde Museumsleiter. Die Besucherzahlen stiegen auf gut 30.000 Besucher jährlich, Museen in Delitzsch, Bitterfeld und Eilenburg brachten es jährlich nur auf 6.000 bis 8.000 Besucher. Der Erfolg brachte auch Neider und Feinde, was sich in nicht erteilten Druckgenehmigungen für eigene Publikationen oder dem Vorwand von Papiermangel für so beliebte Hefte wie Der Ausblick oder Das Landecho äußerte. Weiterhin gab es Versuche, die Park- und Heimatfeste 1956 und 1960, bei denen es auch zu vorübergehenden Festnahmen von Mitstreitern und einer fast völligen Umstellung des Festzuges kam, zu verhindern. Im Jahr 1966 wurde in einem Bericht über die Entwicklung des Museums festgestellt, dass es ohne die umfangreiche Sammlung von Willy Winkler nicht möglich gewesen wäre, die etwa 20 Ausstellungsräume zu füllen.

## Ehrungen

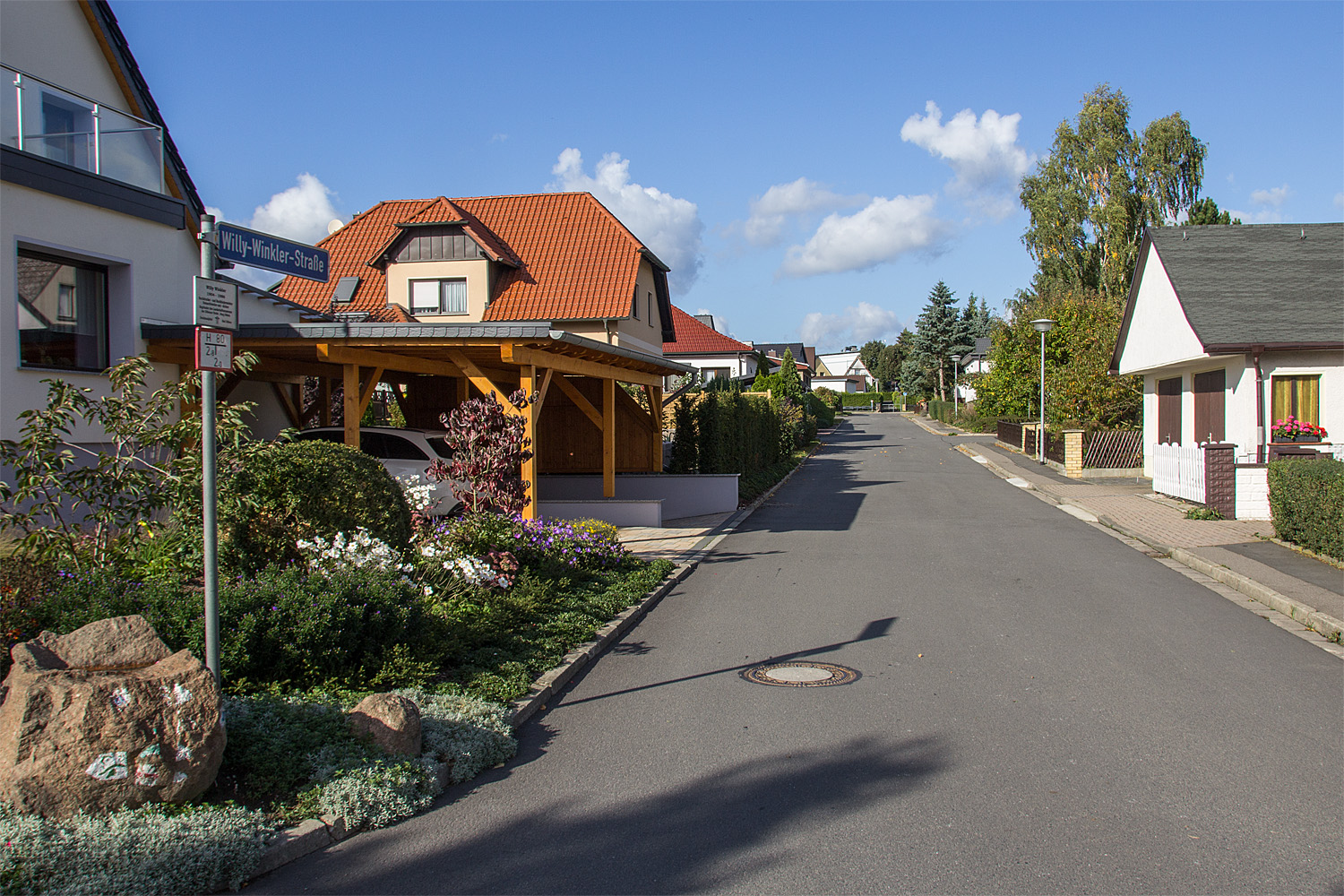
Willy-Winkler-Straße in Bad Düben

- Unweit der Burg Düben wurde eine Straße nach Willy Winkler benannt. Sie ist Teil des Denkmalpfades in Bad Düben.
- Im Jahr 2014 gab es anlässlich seines 110. Geburtstages einen Festakt mit Programm und Ausstellung im Foyer der Volksbank in Bad Düben.[3]
- Die Ehrenbürgerschaft der Stadt Bad Düben blieb Willy Winkler verwehrt, da diese üblicherweise auf Lebenszeit verliehen wird. Deshalb war dies im Jahr 2007 laut sächsischer Gemeindeordnung posthum nicht zulässig.[4]